# Linda Ann Ward
Linda Ann Ward, född den 24 maj 1947 i Puslinch, Ontario, är en före detta kanadensisk professionell konståkare som tävlade i paråkning. Med sin partner Neil Carpenter vann hon en bronsmedalj vid Canadian Figure Skating Championships 1963. Paret tog också ett silver i samma tävling året därpå. och deltog vid Vinter OS 1964.

## Resultat
I par med Neil Carpenter
| Evenemang              | 1963 | 1964 |
| ---------------------- | ---- | ---- |
| Olympiska vinterspelen |      | 15:e |
| World Championships    | 11:a |      |
| Canadian Championships | 3:a  | 2:a  |